# Samir Said
Samir Said (Kuwait; 5 de noviembre de 1963 – Kuwait; 15 de abril de 2012) fue un futbolista de Kuwait que jugó en la posición de guardameta.

## Carrera

### Club
Jugó toda su carrera con el Al-Arabi de 1980 a 1996, con el que ganó siete títulos de liga y más de 10 copas, incluyendo la Copa de Clubes Campeones del Golfo de 1982.

### Selección nacional
Jugó para Kuwait en 75 partidos entre 1984 y 1992, participó en dos ediciones de la Copa Asiática y en los Juegos Asiáticos de 1990.

## Muerte
Fallecío el 15 de abril de 2012 en un accidente automovilístico.

## Logros
- Liga Premier de Kuwait: 7

1981–82, 1982–83, 1983–84, 1984–85, 1987–88, 1988–89, 1992–93
- Copa del Emir de Kuwait: 4

1980–81, 1982–83, 1991–92, 1995–96
- Copa de la Corona de Kuwait: 1

1995-96
- Kuwait Joint League: 2

1984-85, 1988-89
- Copa Federación de Kuwait: 1

1995-96
- Copa de Clubes Campeones del Golfo: 1

1982